# إيفا ديفورني
إيفا ماري ديفورني (بالإنجليزية: Ava Marie DuVernay) هي مخرجة أفلام أمريكية، و كاتبة سيناريو، مسوقة أفلام وموزعة أفلام.  في مهرجان صاندانس السينمائي لعام 2012، فازت ديفورني  بأفضل جائزة إخراج لفيلمها الروائي الثاني Middle of Nowhere. حيث أنها أول أمريكية من أصول إفريقية تفوز بالجائزة، ولأعمالها في سيلما، كانت أول مخرجة أفلام سوداء للترشح لجائزة جولدن جلوب[2] و جائزة الأوسكار لأفضل فيلم.

## روابط خارجية
- إيفا ديفورني على موقع IMDb (الإنجليزية)
- إيفا ديفورني على موقع مونزينجر (الألمانية)
- إيفا ديفورني على موقع ألو سيني (الفرنسية)
- إيفا ديفورني على موقع أول موفي (الإنجليزية)
- إيفا ديفورني على موقع بوكس أوفيس موجو (الإنجليزية)
- إيفا ديفورني على موقع قاعدة بيانات الأفلام السويدية (السويدية)
- إيفا ديفورني على موقع قاعدة بيانات الفيلم (الإنجليزية)
- إيفا ديفورني على موقع كينوبويسك (الروسية)